# DicoAdo
DicoAdo (stylisé dicoado, aussi appelé Le Dico des Ados) est un projet de dictionnaire collaboratif à destination d'un public enfant et adolescent, et dont les définitions sont en langue contrôlée. Le projet s'appuie sur la technologie wiki et les licences libres afin de permettre la contribution collaborative ouverte.

## Histoire
Le site dicoado.org ouvre le 17 septembre 2016. Utilisé à des fins pédagogiques dans un premier temps, DicoAdo s'est développé dès 2019 avec l'aide de personnes contribuant au Wiktionnaire et à Vikidia. En mai 2020, la communauté du Wiktionnaire francophone a mis en place des liens vers les pages de DicoAdo sur les entrées des mots communs aux deux sites ainsi que sur la page d'accueil du site.

## Organisation et fonctionnement

### Ajout de contenu
Les mots de la version francophone de DicoAdo — seule édition disponible actuellement — sont entrés via un formulaire d'édition, afin que les utilisateurs puissent le faire sans avoir besoin de maîtriser le wikicode. Les formulations sont simples et les mots sont rangés dans des thématiques très globales. L'assistance à la rédaction et la documentation se trouve sous l'onglet « Aide ». Dans l'ordre, les variables de ce formulaire sont :
1. Classe grammaticale ;
2. Définition ;
3. Exemple ;
4. Synonymes ;
5. Contraires ;
6. Autres mots liés (dérivés, paronymes, mots de la même famille…) ;
7. Catégorie.

Il est également possible d'ajouter différents médias, tels que des illustration(s), de la vidéo, du son et une prononciation. Les prononciations sont pour la plupart enregistrées avec l'application web libre Lingua Libre.

### Licence
Le contenu est placé sous licence libre Creative Commons Attribution - Partage dans les Mêmes Conditions.

### Financement
Durant les premières années, la commune de Sierre a pris en charge les coûts de l’hébergement informatique. L'association Wikimedia CH a commencé à soutenir financièrement le projet en 2020.

## Public cible
DicoAdo a pour vocation d'être lu et rédigé par des jeunes, en autonomie ou dans le cadre d'activités scolaires.

## Options de lecture
DicoAdo est disponible sous forme de fichiers ZIM sur le site de Kiwix. Le logiciel permet de consulter le dictionnaire sans connexion Internet.